# Ovčinja
Ovčinja (Servisch cyrillisch Овчиња) is een plaats in de Servische gemeente Bajina Bašta. De plaats telt 582 inwoners (2002).